# Жумжаев, Галымжан Куралбекович
Галымжан Куралбекович Жумжаев (каз. Ғалым Құралбекұлы Жұмжаев, 1958, ст. Монтайтас, Арысский район, Южно-Казахстанская область, КазССР) — казахстанский государственный деятель. Кандидат экономических наук.

## Биография
Жумжаев Галымжан Куралбекович родился в 1958 году на станции Монтайтас Арысского района Южно-Казахстанской области. По национальности казах.

### Образование
В 1981 году окончил Казахский сельскохозяйственный институт по специальности «агроном». 
В 2001 году защитил кандидатскую диссертацию на тему: «Экономические основы формирования конкуренции и механизм демонополизации в региональном агропромышленном производстве (на примере Южно-Казахстанской области)».

### Трудовая деятельность
После окончания Казахского сельскохозяйственного института в 1981 году начал трудовую деятельность старшим агрономом отдела зерновых культур Чимкентского областного управления сельского хозяйства. 
В 1982–1983 годах — инструктор отдела рабочей и сельской молодёжи обкома ЛКСМ Казахстана. До 1991 года продолжал комсомольскую работу.
С 1991 по 1992 год — председатель комитета по делам молодежи облисполкома. 
С 1992 по 1999 год — аким Толебийского района. 
В 1999–2002 годах возглавлял земельную инспекцию Южно-Казахстанской области. 
С марта по сентябрь 2002 года — заместитель акима Шымкента.
С 10 сентября 2002 по 17 февраля 2006 года занимал пост акима города Шымкента. В этот период были реализованы значимые для города проекты:
- Построена аллея Почётных граждан города;
- Посёлок «Кайнар-Булак» включён в городскую черту;
- Начато строительство микрорайона «Нурсат»;
- Построены школа № 77 имени А. Аскарова и спортивный дворец (ныне Ледовый дворец);
- Завершены долгострои, обустроены центральные улицы и скверы, реконструированы парки.

17 февраля 2006 года назначен заместителем акима Южно-Казахстанской области. 
Возглавлял Туркестанский областной филиал РГУ «Государственная комиссия по сортоиспытанию сельскохозяйственных культур» Министерства сельского хозяйства РК. Также был первым руководителем Южно-Казахстанской областной инспектуры по сортоиспытанию сельхозкультур.
Состоял в партии «Нур Отан», занимал пост первого заместителя председателя филиала «Бірлік» в Астане. 

## Уголовное преследование
В феврале 2008 года в отношении Галыма Жумжаева было возбуждено уголовное дело по статье о злоупотреблении служебными полномочиями. Ему вменялась незаконная продажа земельных участков в Шымкенте по заниженной цене — 180 тенге за кв. м при последующей перепродаже на миллионы. По данным прокуратуры, ущерб составил порядка 600 млн тенге. 